# Dümmer
Dümmer er en sø i den sydlige del af den tyske delstat Niedersachsen beliggende i Landkreis Diepholz. Den har et areal på 13,5 km², men er lavvandet, og har en gennemsnitsdybde på kun 1 meter. Søen ligger 37 meter over havet.
Dümmer er et populært vandsportssted, men også en vigtig biotop for vade- og andefugle og ligger i et område som ofte benyttes af trækfugle. En stor del af søen er udlagt som naturreservat.